# Calcio Zola Predosa
L'A.S.D. Calcio Zola Predosa, meglio nota come Zola Predosa o più semplicemente Zola, è una società calcistica italiana con sede a Zola Predosa, nella città metropolitana di Bologna. Milita in Eccellenza, il quinto livello della piramide calcistica italiana.
Fondata nel 1991 come Iperzola, cede il suo sodalizio sportivo e resta inattiva 3 stagioni prima di ricominciare a disputare campionati ufficiali. I colori sociali sono il rosso e il blu. A partire dal 2001 disputava le sue gare interne presso lo stadio Enrico Filippetti, che può ospitare poco meno di 1 000 spettatori.
A livello giovanile è uno dei settori giovanili dilettantistici più importanti nel panorama regionale. Vanta numerose vittorie nei rispettivi campionati e ogni stagione diversi giocatori vengono prelevati da società professioniste.

## Colori e simboli

### Colori
Ai tempi dell'Iperzola i colori ufficiali erano il bianco e l'azzurro, dettati dalla società del Ponte Ronca, che portava gli stessi colori. Anche la maglia di gioco era ispirata alla società fondatrice: essa era divisa a metà, da una parte il bianco, dall'altra l'azzurro; i calzoncini erano bianchi, mentre i calzettoni erano azzurri. Successivamente, lo Zola adottò il rosso ed il blu come colori sociali. Le maglie da gioco negli anni si sono alternate sulla composizione di questi due colori, ma il rosso è stato sempre il colore prevalente.

### Simboli ufficiali

#### Stemma
Il primo stemma dell'Iperzola ritraeva un delfino saltare sulla sommità di un ponte, il ponte di Ponte Ronca. Tutto questo al di sotto di una I stilizzata. Lo stemma dello Zola invece si compone di un cerchio a sfondo bianco con il bordo rosso, nel quale sono contenute le lettere stilizzate Z e A.

## Strutture

### Stadio
Lo stadio storico dello Zola era l'impianto Melotti situato a Ponte Ronca, paese di origine di una delle due società fondatrici. Per motivi di grandezza ed organizzazione, la società fu costretta a spostarsi allo stadio J. F. Kennedy a San Lazzaro di Savena, adatto ad ospitare un campionato di Serie C2. Dopo la rifondazione, si scelse l'impianto della frazione di Riale, lo stadio Enrico Filippetti, complice anche la distesa del nuovo manto erboso in sintetico e la costruzione di altri tre campi adiacenti.

### Centro di allenamento
Tranne nelle due stagioni di Serie C2, nelle quali i campi di allenamento variavano tra il vecchio Melotti e altri campi della periferia bolognese, lo Zola si è sempre allenato nei campi in cui disputava le proprie gare. Anche attualmente, le giovanili si allenano e giocano allo stadio Enrico Filippetti di Riale allo stadio Melotti di Ponte Ronca.

## Società

### Organigramma societario
- Mauro Lasi - Presidente
- Carla Passini - Vice presidente
- Francesco Santoro - Direttore Generale
- Tommaso Dalledonne - Responsabile Settore Giovanile
- Fabio Zaza - Responsabile Attività di Base
- Daniele Gavina - Direttore sportivo
- Simone Quesiti - Team Manager Prima Squadra

### Sponsor
Di seguito la cronologia di fornitori tecnici.
- 1991-2015 Asics
- 2015- Macron

## Allenatori e presidenti
Di seguito la cronologia degli allenatori e dei presidenti.
| Allenatori - 1995-1996 Paolo Stringara - 1996-1997 Carlo Regno (1ª-31ª) Fabio Poli (32ª-34ª e play-out) - 1997-1998 Eugenio Benuzzi (1ª-9ª) Marino Perani (12ª-34ª e play-out) - 2003-2005 Marco Calzolari - 2005-2006 Andrea Bregoli - 2006-2007 Davide Dall'Olio - 2007-2008 Raoul Comastri - 2008-2009 Guido Domingo - 2009-2012 Marco Biagini - 2012-2013 Nicola Zecchi - 2013-2014 Pierfrancesco Pivetti - 2014-2016 Salvatore Colantuono - 2020-2021 Roberto Pani - 2021-2022 Roberto Pani (1ª-9ª) Fabio Zaza (9ª-26ª) - 2022-2023 Nicola Zecchi | Presidenti - 1991-1998 Giovanni Venturelli - 1998-2002 Ugo Beghelli - 2002- Mauro Lasi |

## Palmarès

### Competizioni nazionali
- Coppa Italia Dilettanti: 1

1994-1995
- Coppa Italia Eccellenza: 1

1994-1995

### Competizioni interregionali
- Campionato Nazionale Dilettanti: 1

1994-1995 (girone C)

### Competizioni regionali
- Eccellenza: 1

1994-1995 (girone B)
- Promozione: 1

2022-2023 (girone C)
- Seconda Categoria: 1

2006-2007 (girone I)

### Competizioni provinciali
- Terza Categoria: 1

2005-2006 (girone A)

### Altri piazzamenti
- Promozione:

Secondo posto: 1992-1993 (girone C), 2010-2011 (girone B)
- Prima Categoria:

Terzo posto: 2009-2010 (girone D), 2015-2016 (girone E)

## Statistiche e record

### Partecipazione ai campionati
| Livello | Categoria                       | Partecipazioni | Debutto   | Ultima stagione | Totale |
| ------- | ------------------------------- | -------------- | --------- | --------------- | ------ |
| 4º      | Serie C2                        | 2              | 1996-1997 | 1997-1998       | 2      |
| 6º}     | Campionato Nazionale Dilettanti | 1              | 1995-1996 | 1995-1996       | 1      |

In 16 stagioni sportive

### Partecipazione alle coppe
| Categoria                              | Partecipazioni | Debutto   | Ultima stagione | Totale |
| -------------------------------------- | -------------- | --------- | --------------- | ------ |
| Coppa Italia Serie C                   | 2              | 1996-1997 | 1997-1998       | 2      |
| Coppa Italia Dilettanti                | 1              | 1994-1995 | 1994-1995       | 1      |
| Coppa Italia Eccellenza                | 1              | 1994-1995 | 1994-1995       | 1      |
| Coppa Italia Dilettanti Emilia-Romagna | 2              | 2011-2012 | 2021-2022       | 2      |